# Pedra solta
Os muros e paredes de pedra solta são muros e paredes eretos a custo de simples justaposição de pedras mais ou menos trabalhadas, sustidas por simples gravidade e encaixe trivial. É uma das mais primitivas técnicas de construção, espalhada por todo o mundo e ainda em uso, contando numerosas variações, sincrónicas e diacrónicas, variando localmente com as disponibilidades de matéria prima, necessidades arquitetónicas, e recursos tecnológico-culturais.

## Importância cultural

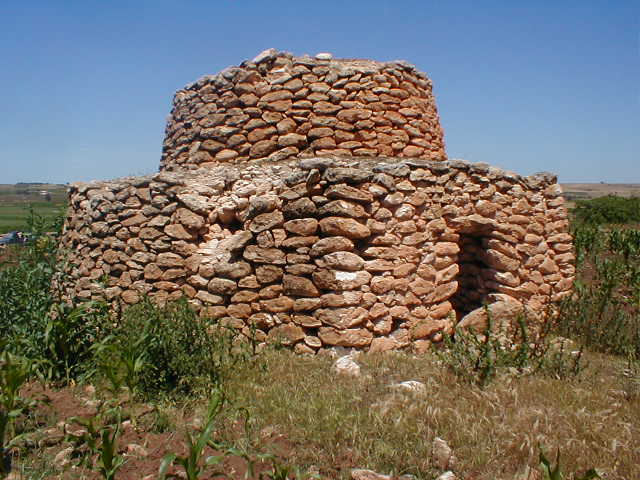
Abrigo de pastor em pedra solta; Marrocos, 2003.

A arte de construir paredes em pedra solta inclui o conhecimento e práticas sobre a sua realização com um mero empilhamento de pedras sem o uso de outros materiais de construção, exceto terra também solta, em algumas ocasiões. Estes muros estão espalhados dentro e fora das áreas habitadas na maioria das regiões rurais, principalmente em terrenos íngremes, embora também possam ser encontrados em algumas regiões urbanas. A estabilidade estrutural destes muros é obtida graças a uma seleção e posicionamento extremamente cuidadosos das pedras que os formam. Com estas paredes, diversos tipos de habitats humanos foram criados, assim como estruturas para agricultura e pecuária, que configuraram paisagens muito numerosas e variadas. Estas construções são um testemunho dos métodos e práticas usadas pelas populações desde a pré-história até aos tempos modernos, com o intuito de organizar os seus espaços de vida e trabalho aproveitando ao máximo os recursos naturais e humanos locais. As paredes de pedra solta desempenham um papel essencial na prevenção de deslizamentos, inundações e avalanches, no combate à erosão e desertificação da terra, na melhoria da biodiversidade e na criação de condições microclimáticas favoráveis à agricultura.
Os depositários e praticantes desse elemento do património cultural são as comunidades rurais nas quais ele está profundamente enraizado, assim como os profissionais do setor da construção. As estruturas de pedra solta são sempre feitas em perfeita harmonia com o ambiente e as técnicas utilizadas são um exemplo de uma relação equilibrada entre o ser humano e a natureza. A transmissão desta arte de construção é realizada principalmente através de práticas adaptadas às condições específicas de cada local.
Em 2018, os conhecimentos e técnicas da arte de construir muros em pedra solta foram integrados pela UNESCO na lista representativa do Património Cultural Imaterial da Humanidade, numa proposta apresentada por 8 países europeus. Exemplos notáveis incluem a ilha de Baljenac, que tem 23 quilômetros (14 milhas) de paredes de pedra seca, apesar de ter apenas 14 hectares (35 acres) de área, e os vinhedos de Primošten.

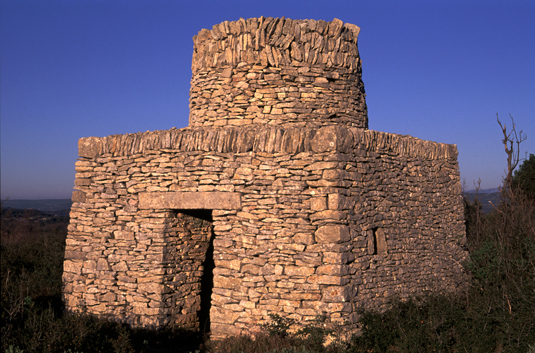
"Cabane de Malais" em Souvignargues, Gard, França
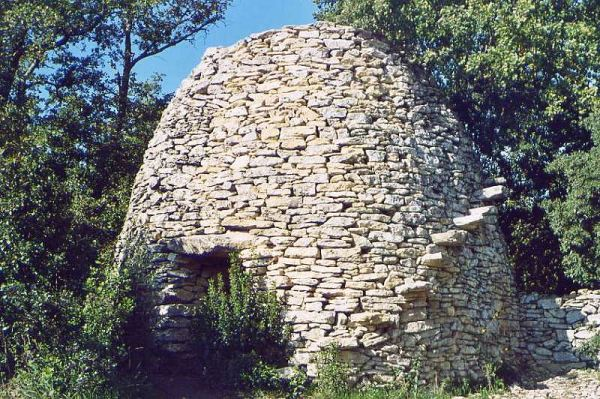
Cabana de pedra seca em Vers-Pont-du-Gard, Gard, França
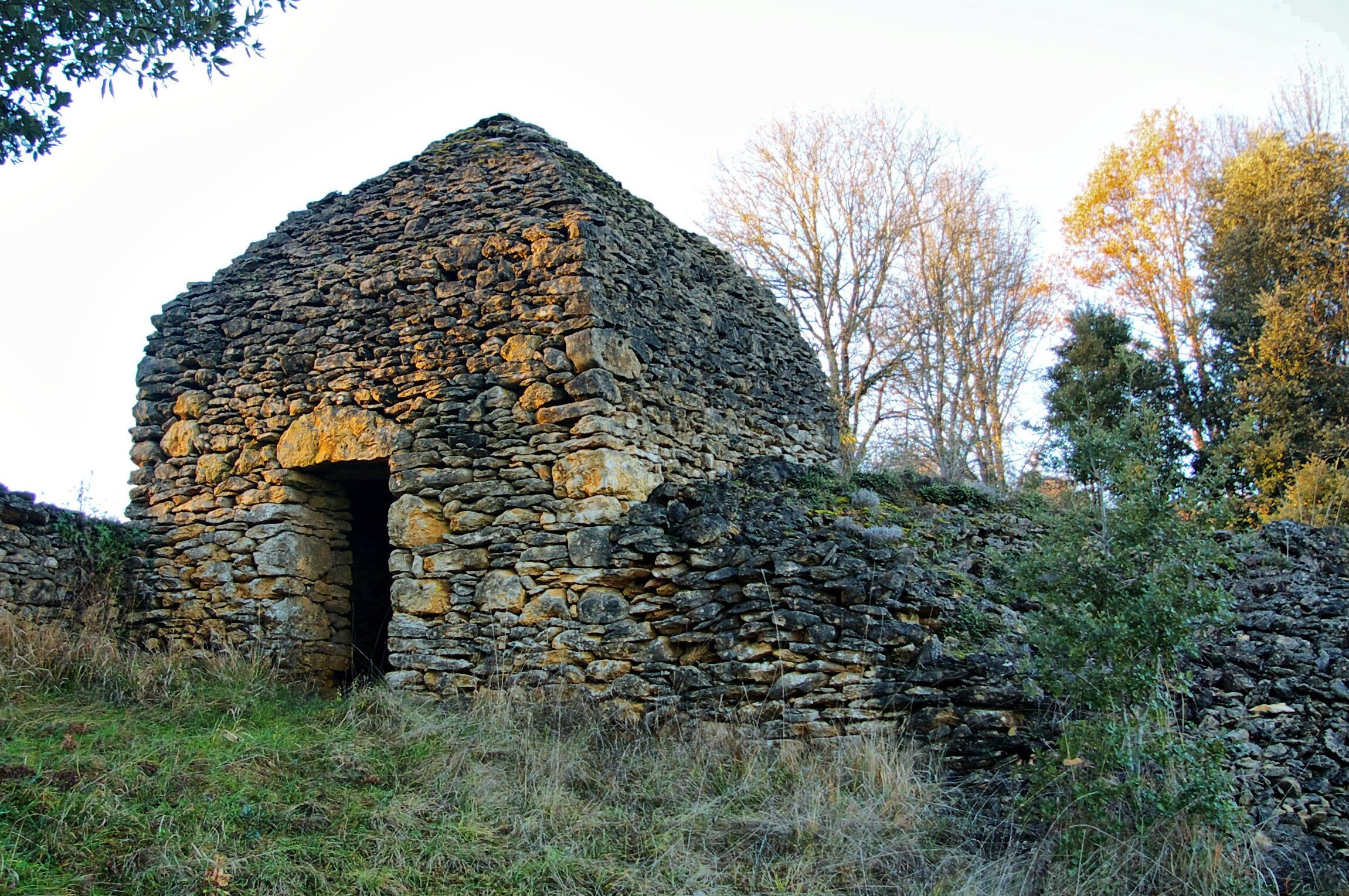
Cabana de pedra seca em Vitrac, Dordogne, França
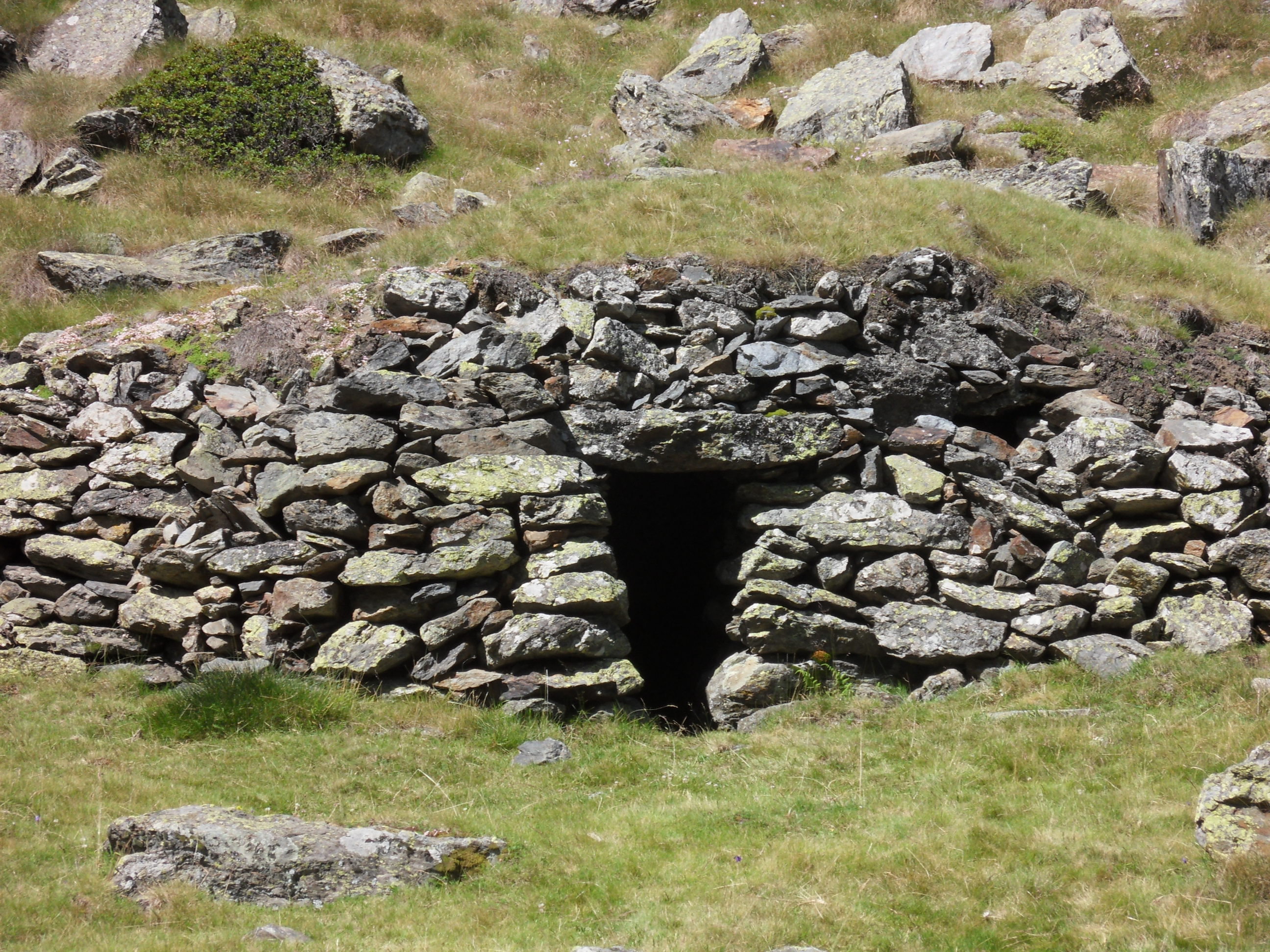
Cabana de verão na área de Vicdessos, Arieja, Pirenéus franceses